# Meruk Vilmos
Meruk Vilmos (Budapest, 1921. február 23. – Budapest, 2010. szeptember 25.) magyar filozófus, színigazgató, kultúrpolitikus, nagykövet.

## Életpályája
A Szovjetunióban tanult, 1956-ban tért haza Magyarországra. 1962-ben az Eötvös Loránd Tudományegyetem filozófia szakán szerzett diplomát. 1952-1962 között a Népművelési, ill. a Művelődési Minisztérium Színházi és Zenei Főosztályát vezette. 1962-1964 között a Nemzeti Színház igazgatója volt. 1964 után a minisztérium Marxizmus–Leninizmus Oktatási Főosztályát vezette.
1971-ben nevezték ki rendkívüli és meghatalmazott nagykövetté, diplomáciai szolgálatát Kubában kezdte, 1971 és 1977 között Magyarország havannai nagykövetsége vezetője volt. Ezt követően a Külügyminisztérium osztályvezetője, majd – 1977-től – a Kulturális Kapcsolatok Intézetének helyettes vezetője lett. 1980-ban nevezték ki a limai (Peru) nagykövetség vezetőjévé, ahol 1985-ig teljesített szolgálatot (1982–1985 között Bolíviába is akkreditálva), majd nyugállományba vonult.
2010-ben hunyt el.